# GOD HAND
『GOD HAND』（ゴッドハンド）は、クローバースタジオが企画・開発し、カプコンから2006年9月14日に発売されたPlayStation 2用アクションゲーム。ディレクターは三上真司、プロデューサーは稲葉敦志。本作はクローバースタジオ名義の最後の作品にあたる。
なお購入特典として、オリジナルサウンドトラックである「GOD TRACKS!」が付属する（非限定品だが、ベスト版には付属しない）。
「ゴッドゲーム第1弾」と銘打っているが、第2弾は発売されていない。
三上真司によるとファイナルファイトシリーズが好きだったが、『ファイナルファイト』の3D格闘ゲームの『ファイナルファイト リベンジ』に失望し、これが彼にインスピレーションを与え、独自の本作の格闘ゲームの開発に繋がったという。
また、三上によると他の意見を徹底的に排除し、自分が思い描いたものをストレートに表現したゲームであるといい、そのため最小の調整で完成し12か月という短期間でリリースされた。『北斗の拳』や『ターミネーター』などパロディ要素が多く、日本ゲーム界屈指のバカゲーとして根強い人気があるとも評されている。
本作は爽快感を重視した格闘主体の3Dアクションゲームであり、前述の通り『ファイナルファイト』を意識した作りとなっている。アクション部分は非常に難易度が高い。

## イントロダクション
遥か昔、魔王サタンによって支配されつつあった地上に一人の救世主が現れた。彼は両腕に宿した神にも等しい力で魔王サタンを倒し、世に平和をもたらした。人々はその男を畏れ敬い、「ゴッドハンド」と呼んだ。
それから長い年月が経った現在。旅の青年ジーンは、立ち寄った町でならず者に襲われていた娘オリヴィアを助ける。彼女を逃がすことには成功したが、ならず者の強さは人間のそれを遥かに超越していた。ジーンは奮戦するも全く歯が立たず、「ゴッドハンド狩り」の名の下に右腕を切り落とされてしまう。その絶望と失意の中で、オリヴィアから伝説のゴッドハンドを右腕に授かった彼は、神の力を手にしようとする悪魔たちとの戦いに挑む。

## システム

### 概要
主人公ジーンを後方から見るアングルの3D格闘アクション。パンチ、キックなどの様々な基本技の組み合わせや必殺技であるゴッドリール技を使用して戦う。小ネタが満載で笑いを誘うストーリーとは裏腹に、ゲームの難易度は極めて高く設定されている。ボタン配置の変更などはできない。
また、ニューゲーム開始時に選択する難易度以外にも、ゲームプレイ中にも難易度レベルの概念（「1」、「2」、「3」、「Die」の4段階）があり、攻撃を加える・敵の攻撃を回避するなどの行為を続けると、レベルが上昇して敵の攻撃力・耐久力・回避率などが強化され、逆に敵の攻撃を喰らい続けるとレベルが下降して、前述のパラメータがダウンする。これにより、上級者であっても楽にクリアすることはできないシステムになっている。
ゲーム開始時に選ぶ難易度と、ゲーム中に変動する難易度レベルの詳細は以下の通り。
- EASY…この難易度が一般的にはノーマル、あるいはハードであるといえる。敵のレベルは「2」までで、敵のライフや攻撃力もNORMAL以上よりも低く設定されている。
- NORMAL…一般的にはハード、またはそれ以上の部類に属する難易度。難易度レベルは「Die」まで。
- HARD…極悪とも言える難易度。気を抜くと即ゲームオーバーとなる。敵の攻撃力はNORMALのままだが、ライフは少しだけ多く、難易度レベルはプレイヤーの行動にかかわらず常時「Die」。
- 難易度レベル1…敵の立ち回りは単調で攻撃のダメージも低い。ジーンの正面にいる1人しか攻撃して来ない上に、こちらの攻撃もあまり回避しない。
- 難易度レベル2…敵の攻撃パターンと攻撃力が強化され、一部の敵がこちらの攻撃を回避して素早くカウンターを仕掛けて来るようになる。ジーンの正面・側面にいる2人が攻撃してくるようになる。
- 難易度レベル3…敵の防御・回避の思考パターンと攻撃力が強化され、ジーンの背後にいる敵も含めて3人が攻撃してくるようになる。このレベルでの攻撃力が基準となり、他のレベルでの攻撃力に補正がかかる。
- 難易度レベルDie…敵の防御・回避の思考パターンと攻撃力がさらに強化される。さらには、このレベルでのみ敵の攻撃スピードまで強化され、一部のザコ敵がこちらの攻撃で吹っ飛んだり転倒しにくくなる。

基本技
□ボタンで使用する技で、100種類を超える技の中から最大6つを選択して組み合わせる。また△ボタン、×ボタンおよび各ボタンとレバー↓の組み合わせにも基本技を割り当てることができるため、都合11個の基本技を一度にセットすることが可能。
コマンド技
ダッシュ中や敵を高く浮かせたときなど、特定の条件下でボタンを入力して使用する技。敵の攻撃を避けつつダウンを奪ったり、敵を必ず吹っ飛ばしたりと使い勝手の良いものが多く、ゲームが進めば進むほど攻撃力が上昇していくため、基本技と組み合わせることで多彩かつ強力な攻撃を繰り出すことが可能。
回避
敵との戦闘において、ジーンには常人離れしたジャンプ力や、攻撃を受け止めるガードといった防御手段は存在しない。そのため、右スティックを上下左右に動かすことで発動する回避動作（および、左スティック操作によるダッシュ）のみで、敵のあらゆる攻撃を捌かなくてはならない。内容はそれぞれ上（スウェー＆ダッキング）、下（バック転）、左右（左右高速移動）となっている。
ゴッドハンド解放
普段は右腕に装着されている「ゴッドハンドギプス」を脱ぎ捨て、ゴッドハンドの力を解放する。攻撃方法は通常と変わらないが、ジーンが一定時間無敵となり技のスピードと攻撃力が強化されるほか、敵はガード不能となる。テンションゲージが一定以上高い状態のみ使用可能。
なお、STAGE1でオリヴィアから背中に貼られた貼り紙は、この能力か後述のゴッドリール技を使用すると吹き飛んでしまうため、これらを使用することなく貼り紙を貼ったまま全ステージをクリアするこだわりの攻略法も存在する（貼り紙プレイ）。
一度解放すると任意に終了することができず、体力が回復するなどのメリットも無い。
ゴッドリール技

ゴッドリールストックを消費して繰り出すことができる必殺技。その威力は通常技をはるかに凌駕し、また敵はガード不能となるため、ザコキャラクター相手であれば一掃することも可能。代表的な技は「両断波」「ゴッドインパクト」「キンテキ」など。また攻撃技だけでなく、体力を回復させる「ゴッド瞑想」や、テンションゲージが回復する「ゴッドチャージ」などもある。
特殊技
○ボタンで使用する技で、複数回攻撃を加えることにより敵が放心状態になった状況においてのみ使用可能となる。
ボコる
無数のパンチ（あるいは蹴り）でボコボコにし張り飛ばす荒技。ほとんどの標準タイプの敵（デビルハンド(アゼル)、ラヴェル、ザコ敵など）が放心状態のときに使用可能。変身したエルヴィス、シャノン、ベルーゼ、最終ボスのサタンに対してはそれぞれ専用のアクションが存在し（それぞれ「座り込んだ相手に飛び乗り、左右の拳を交互に頭に打ち下ろし、右拳のフィニッシュで胴体にめり込ませる」「下半身の獣の首づたいに上半身に掴みかかり、右拳で顔面を乱打する」「トンボにするように顔の前で右腕をグルグル回し、目を回した所に右拳で渾身の一撃を叩き込む」「顔面に無数のパンチを叩き込み、体を捻ってからの渾身のパンチでフィニッシュを飾る」）、さらにデビルハンド（アゼル）にボコられている時にボタン入力をすることで「ボコり合い」（ボコり合戦）に発展する。
毒針スペシャル
膝地獄からDDTにつなげる流れるような連続技。デブタイプの敵（デブバズーカ、テッキュウ、ドビュッシーなど）が放心状態のときに使用可能。
スープレックス
後方へ頭から投げ落とすジャーマン・スープレックス。一部を除く標準タイプの敵に対して使用可能。この技でトドメを刺すと敵の上半身が地面に埋まる。
釘打刑
踵落としで相手の首から下を地面にめり込ませる荒技。チビタイプの悪役（爆弾小男、ミニミニファイブ、サイコジジイなど）が放心状態のときに使用可能。
コブラツイスト
体を固定して締め上げる技。ヤセタイプの敵（メラン、ナイフ男など）が放心状態のときに使用可能。
おしおき
相手の体を小脇に抱え込んでからの尻たたき。女性タイプの敵（コンチータ、シャノンなど）が放心状態のときに使用可能。金さん銀さんは該当せず。
カウンター
背後に回られた敵に放つ背水の一撃。悪霊系の敵や爆弾小男に背後を取られたときのみ使用可能。また、サタンの強力な遠距離攻撃を妨害する形でも同名の技が使用可能で、この際のモーションは特有のものである。
ゴリラ投げ
ゴリラ専用スープレックス。ゴリラーマスクが放心状態のときのみ使用可能。
トドメ
悪霊に対するトドメ技。悪霊系の敵の体力が1になったときに使用可能。演出は人差し指で軽くつつく。

### ゴッドリール技
本作における必殺技的位置付けであり、ゴッドリールストックを1〜3消費して技を繰り出す。
リール選択中は時間の流れが遅くなり、敵はこれらの技をガードすることが不可能である。
以下の技は、本作において主人公ジーンだけでなく、同じゴッドハンドであるアゼルも一部の技を除いて使用する。また斜体は英語版の名称を表す。

#### ストック消費1の技
キンテキ - Ball Buster
単体技。敵の股間へ後ろ蹴りを一撃。食らった相手は顔を青くしてのたうちまわる。悪魔にも効くが、女性やモッコリしていない銀さんには効かない。デビルハンドに対しても効果はあるが、股間を押さえて悶絶する時間が他の敵より極端に短く、ステージ4の前哨戦では喰らっても顔が真っ青にならない。
アゼルが使用する際の技名は「デビルキンテキ」。
ぴよハント - Chain Yanker
単体技。神の力で敵を引き寄せ、渾身の左フックで敵を必ずピヨらせる。
射程が無制限とも言えるほど長距離まで判定があり（崖などに落ちた敵まで拾える場合あり）非常に使いやすい。
突神（とっしん） - Divine Smash
直進技。闘気をまとったゴッドハンドを突き出し、激しい勢いで相手に向かって突進する。対単体技だが、軌道上に他の敵がいれば巻き込める。
アゼルが使用する際の技名は「デビル突神」。
ゴッドジダンダ - God Stomp
単体技。踵落としで相手を地面に叩き伏せ、そのまま何度も踏みつける。
ゴッドインパクト - La Bamba
範囲技。神の拳で大地をぶん殴り、衝撃波で周囲の敵にダメージを与える。
アゼルが使用する際の技名は「デビルインパクト」。
両断波（りょうだんは） - Shockwave
遠距離技。縦方向のチョップで闘気の刃を飛ばし、悪を切り裂く。
アゼルが使用する際の技名は「デビル両断波」。
打ち上げ花火（うちあげはなび） - Daisy Cutter
直進技。突進とともに敵を上空高く舞い上げ、花火のように爆発させる。浮いた相手に追撃が可能。
ハリケーンチョップ - Head Slicer
遠距離技。こちらは両断波とは異なり、水平チョップで闘気の刃を飛ばす。範囲が横に広く、多数の敵を巻き込みやすい。
アゼルが使用する際の技名は「デビルハリケーンチョップ」。
タイフーンアタック - Typhoon Kick
範囲技。全周囲に放つ竜巻のような旋風脚。
アゼルが使用する際の技名は「デビルタイフーンアタック」。
1インチパンチ - One Inch Punch
単体技。密着するほどの超至近距離からの拳による打撃。通常技の「寸勁」に似ているが、こちらはゴッドリール仕様。
龍穿脚（りゅうせんきゃく） - Discombobulator
単体技。空中で横方向から相手を両足で何度も蹴りつけ、ドロップキック風にそのまま遠くへ蹴飛ばす。
蹴り嵐（けりあらし） - Face Runner
単体技。敵の体を登るように蹴りの嵐を見舞い、最後は遠くまで蹴り飛ばす。
突神2（とっしん2） - Divine Smash 2
突進技。突神の強化版で、拳に炎のエフェクトが追加される。
ゴッドジダンダ2 - God Stomp 2
単体技。ゴッドジダンダの強化版。踏みつけたときに炎が発生する。
両断波2（りょうだんは2） - Shockwave 2
遠距離技。両断波の強化版。闘気の刃が3枚になる。
ゴッドチャージ - God Charge
回復技。テンションゲージを少量上げる。
武闘神拳（ぶとうしんけん） - Kung Fu Samba
単体技。横方向の回転蹴り・縦方向の回転蹴りと繋げた後、正拳で敵を吹き飛ばす。
天魔乱舞（てんまらんぶ） - Kung Fu Tango
単体技。腕を振り回して連打を叩き込む。ゲージ消費1の攻撃技の中では最強の攻撃力を誇る。
アゼルが使用する際の技名は「デビル天魔乱舞」。
ゴッド☆土下座（ゴッドどげざ） - Grovel
特殊技。おもむろに正座し、「オネガイシマス」と片言の日本語で謝罪しながら土下座することで敵のレベルを1まで下げる。
難易度「HARD」では敵のレベルがDie固定のため、ゴッドリールに出現しない。

#### ストック消費2の技
ゴッドインパクト2 - La Bamba 2
範囲技。ゴッドインパクトの強化版であり、拳に炎を纏ったエフェクトが加わる。
ドラゴンキック - Dragon Kick
単体技。敵を空の彼方へ蹴り飛ばし星にしてしまう。
ゴッド瞑想（ゴッドめいそう） - Zen Revival
回復技。禅を組んで瞑想することにより体力を30％回復させる。
閃電手（せんでんしゅ） - 100 Fists
単体技。無数の拳を叩き込んだ後、大振りのパンチで相手を空の彼方へ吹っ飛ばす。
ゴッド本塁打（ゴッドほんるいだ） - Home Run God
単体技。空中より現れた光り輝くバットで相手を遥か空の彼方へかっ飛ばす。判定が広めのため、敵を巻き込みやすい。
ワイルドピッチ - Wild Pitch
遠距離技。豪快な投球フォームから闘気の球をぶん投げる。プチデビルステージの自動車に正面から当てると、一発で破壊できる威力。
真・ゴッドチャージ - Spirit of God
回復技。ゴッドチャージの強化版で、テンションゲージを大幅に上げる。
死連脚（しれんきゃく） - Crescent Kick
単体技。回転しながら4連続で強力な蹴りを見舞う。ゲージ消費2の攻撃技の中では最強を誇る。

#### ストック消費3の技
真・ゴッド瞑想（しん・ゴッドめいそう） - Enlightenment
回復技。ゴッド瞑想の強化版。瞑想により体力を全回復させる。
ゴッドハンド - Shaolin Blast
遠距離技。ゴッドハンドの力で巨大な掌状の闘気（片手）を放ち、射線上の敵を一掃することができる。
アゼルが使用する際の技名は「デビルハンド」。
Wゴッドハンド（ダブルゴッドハンド） - Double Shaolin
遠距離技。両腕に宿ったゴッドハンドで掌状の闘気（両手）を放つ。作中最大の攻撃力を持つ究極のゴッドリール技で、本編ではラスボス戦にのみ登場する。

#### 番外
スカ
リールの選択に失敗し、「スカ」を選択してしまった場合に発動。金属のタライが頭上に落ちてくる。
ゴッドリールストックは消費せず、また少量のダメージを受けるが完全無敵状態となる。なお、「スカ」を選択してもオリヴィアの貼り紙が取れることはない。
欧州版ではタライの代わりにフライパンが落ちてくる。

### 村人
助けることができれば多くの場合、お金やアイテムをくれたりとメリットがあるが、逆に間違って殺してしまうとステージクリアのリザルトで“やっちゃった人数”に加算されボーナスが減る。まれに運動神経の良い超人的な者もいる。

### おまけ要素
プチデビルのゲーム
各ステージにいるプチデビルに話しかけることで参加できる魔界のゲーム。時間内に敵を倒すなど、条件を満たすと賞金が貰える。自動車を破壊するミニゲームもある。
カジノ
スロット、ブラックジャック、ビデオポーカーなどが楽しめる。ステージ間のインターバルでいつでも行くことが可能。客やバニーガールに対し攻撃を加えると用心棒と戦闘になる。
チワワレース
ショップで行われている毒チワワのレース。
闘技場
本編に登場する敵および闘技場限定の敵と戦って賞金を稼ぐゲーム。全部で51のステージに分かれており、それぞれゴッドリールストックの数、テンションゲージの量、残り体力、制限時間、敵の人数および難易度レベルが指定されている。なお、闘技場前広場では木人相手に技の性能を試すスパーリングをすることができる。

## 登場人物
登場人物の日本語名は公式ガイドブックおよび作中の表現に準拠する。右は英語版の名称で、ゲーム中ではこちらで呼ばれる。

### 主な登場人物
ジーン（ゴッドハンド） - Gene (Godhand)
本作の主人公。23歳。ある町で、ならず者に襲われていたオリヴィアを助けたことからゴッドハンド狩りに遭い、右腕を切断されてしまう。失った右腕のかわりにオリヴィアからゴッドハンドを授けられ、神の力を宿した右腕を武器に悪魔たちとの戦いに挑む。
ぶっきらぼうな愚痴り屋であるが、本当は正義感が強く根は優しい。オリヴィアの依頼であればどんな過酷な任務であっても断れないドMである。
最終ステージにて左腕のゴッドハンドを強奪したアゼルとの戦闘で勝利した際、アゼルがサタンに力を取り込まれる直前に左腕のゴッドハンドを託され、サタン戦直前で両腕ともゴッドハンドになった（元の左腕はどうなったのかは言及されていない）。
オリヴィア - Olivia
19歳。伝説のゴッドハンドを守る一族の生き残り。危険を顧みず自分を助けてくれたジーンの心正しき人格を認め、ゴッドハンドを託す。
ジーンが断れないことを分かっていながら「掃除」と称する超過酷な悪魔退治の任務を依頼するドSであり、ジーンが文句を言うと懐から手斧を取り出して「ゴッドハンドを返せ」と脅す。気丈な性格でジーンの前では明るく振舞うが、ふとした時に悲しそうな表情を見せる。
守り続けたゴッドハンドをジーンに託した後は、通販・遊園地巡り・パチスロ・深酒などで第二の人生を謳歌している。愛読書は「Mの扱い方」「Sの細道」。
ミニスカートの下には青いパンツを穿いており、デモシーンで一瞬だが何度か見える。
エルヴィス - Elvis
ゴッドハンドを狙うサタン軍団の大幹部、悪魔四天王の先鋒で、作中常に腹を空かせている体格の大きいハゲオヤジ風の男。スペイン語交じりで話し、いつも咥えている葉巻と首に提げた大きな数珠がトレードマーク。一本の葉巻をけち臭く使ったり、礼節を重んじない部下をぶっ飛ばすなど、振る舞いは悪魔らしくない面も多くジーンやシャノンからはあきれられている。真の姿は球状に膨らんだ胴体に顔面を持ち、両手が口になっている巨大な悪魔（変身時は片言の日本語でセリフを喋る）。
ゴッドハンドを持つジーンの存在が明らかになると、その実力が本物であるか確かめることをベルーゼに志願したことが認められ、四天王の中で真っ先にジーンと対決し本物と判断する。
今度はベルーゼの命を受けてジーンを生け捕りにするために再戦するが敗北する。その後ベルーゼを除く四天王全員がジーンに敗れた後、ジーン抹殺のために水上貿易都市の大聖堂にて真の姿で3度目の対決を行うも敗北し消滅した。
シャノンのことを何かと気にかけているが、当人からは悪魔らしくない振る舞いを呆れられるなど常に鬱陶しがられている。一方、ジーンからも体格や悪魔らしくない振る舞いのことを頻繁に揶揄われているが、何かと気が合う面も多く、消滅時には彼をアミーゴ（友人）と呼んだうえで、最後の頼みとしてシャノンに自分は最後まで勇敢だったと伝えるように遺言を託して果てる。ジーンが葉巻を拾い、彼の腹部に置いた後に消滅するが、その際ジーンからは「悪魔でなければ俺たちは友人になれた（言語） / 悪魔にしておくにはもったいないキャラ（日本語字幕）」と評された。
シャノン - Shannon
悪魔四天王の紅一点。美しい容姿とは裏腹に残忍かつ冷酷な快楽主義者であり、オリヴィアに負けず劣らずの筋金入りのドS。サーカス団「シルク・ド・エス」の座長でもあり、毒チワワを好んでペットとして飼っている。悪魔的なデザインのハートのステッキが武器で、それを使って魔法を操り、人間を毒チワワに変えてしまうこともできる。真の姿は下半身が恐ろしい獣の姿をした一つ目の魔女。
しつこく付き纏うエルヴィスをウザイと思っているが実はデブのオッサンがタイプであり、その話をとある民間人から聞ける。エルヴィスが死んだことを聞いたときはかなり驚いたが、「やっぱり泣けないわ」とコメントした。はげ山でジーンにエルヴィスの遺言を伝えに来たと言われた際、「死んだ男になんて興味ないわ」「欲しいのは今を楽しませてくれる男だけ」と、新しい出会いを求めている。
はげ山でジーンに敗れ、かなり疲れた様子で「死にたくない」「もっとこっちで楽しみたい」と言うも、ジーンに「お前らにとっちゃ地獄に帰るだけのこと」「楽しいのはお前だけだろ」と言い返される。最後は自分が苦しめてきた奴隷たちに袋叩きにされる（袋叩きにされているエフェクトは煙や火花が出ているという漫画のようなもの）。
デビルハンド（アゼル） - Devilhand (Azel)
悪魔四天王で唯一の人間。左腕にジーンのそれと一対となるゴッドハンドを持つ。
オリヴィアと同じく伝説のゴッドハンドを守る一族の末裔であり、オリヴィアとは親同士が決めた婚約者であったが、神の力を手に入れることだけを目的にゴッドハンドを奪い、一族を抹殺した。神にも悪魔にもなれるというゴッドハンドの「悪魔」の能力を選択し、自らを「デビルハンド」と名乗る。
「ゴッドハンド狩り」を利用してもう一方のゴッドハンドを手に入れるべく悪魔四天王の一員となるが、ベルーゼには全く信用されておらず、悪魔四天王の会議において席が用意されていない。真のゴッドハンドの座を巡ってジーンと対決を繰り返すが、本人も知らない間にサタン復活の種をベルーゼに埋め込まれていた。ジーンに敗れた後にそのことに気づき、神の力がサタンの手に渡る直前に左腕のゴッドハンドをジーンに渡す。サタンを倒した後消滅した。
ベルーゼ - Belze
冷静沈着、冷酷無比で不気味な存在感溢れる、悪魔四天王のリーダー的存在。スーツを着た老紳士のような姿を取る。潔癖症なきらいがあり、仲間が会議でテーブルに足をのせることを極端に嫌う。
魔王サタンへの忠誠心に厚く、また悪魔であることに貴族的な誇りを持っている。悪魔側に就いたアゼルを含む人間を信用していない一方、エルヴィスの死には嘆くなど同族の仲間意識はそれなりに強い様子。眠りについていたサタンの復活を目論み、そのためにゴッドハンドを持つアゼルの野望を利用する。
人間を虫呼ばわりするほど見下しているが、彼自身の真の姿は巨大な蝿のような悪魔。エルヴィスやシャノンとは違い彼との戦闘はこの蝿の姿のみ。
ジーンに敗れた後、オリヴィアはサタンの塔にいるとジーンに教え、「サタンに栄光あれ!」と言って息絶えた後、うめき声を上げながら消滅した。
魔王サタン - Angra
悪魔の頂点に立つ大悪魔であり、本作の最終ボス。はるか昔、両腕にゴッドハンドを宿した者に倒され長い眠りにつく。ベルーゼの計画により、その復活の種をアゼルの体内に埋め込まれ、復活の機会を伺っていた。雲から伸びる数十mに及ぶ巨体を持つが、腰が上空に固定されているため、常に逆さ吊りで仰け反った苦しそうな体勢で戦う。ゴッドハンド解放中は全く攻撃してこない。

### その他の登場人物
最凶の双子 金さん＆銀さん - Mr.Gold & Mr.Silver
エルヴィスの部下で、エルヴィス邸の倉庫番をしているマッチョでオネエ言葉を使う双子。金銀揃いの、露出の激しいカーニバル衣装を着ている。
訪問者に対してはクイズを出し、不正解者に襲い掛かるというスタイルで、銀さんが問題・金さんが解答を担当する。だが相手の答えを待たず、即座に解答を教えてしまうため、クイズの形式が成立していない。
戦闘では双子ならではの連携プレーを得意とする。2人ともオカマだが、銀さんにはキンテキが効かない。銀さんの背中には「Q」、金さんの背中には「A」と書いてある。
おまけとして登場するコスチュームの「カーニバル」は、この2人の衣裳の色違い。
悪の三人組（コンチータ、メラン、テッキュウ） - The Evil Trio (Conchita,Bruce, Felix)
姉御肌の鞭使いコンチータ、狡猾なブーメラン使いのメラン、力任せの鉄球男テッキュウからなる悪の三人組で、ジーンの持つゴッドハンドを執拗に付け狙う。
メランとテッキュウはかつてゴッドハンド狩りによってジーンの右腕を切り落とした因縁を持つ。
部下2人の名前は字幕では「メラン」「テッキュウ」だが、音声では「ブルース」「フェリックス」と呼ばれている。
ジーンに2度も敗れた挙句、デビルハンド（アゼル）にあっさりと葬られるが、コンチータは後にアフロカンフーの愛人の一人として再登場（この時はセリフなし）。
謎の覆面男 ゴリラーマスク - Gorilla Mask
シャノンが座長を務めるサーカス団「シルク・ド・エス」のスターで、力任せのプロレス技を使ってくる。
外見はどう見てもゴリラだが、背中にチャックがある。ある程度体力が減ると、ザコ敵にバナナを持ってこさせて（持ってきたザコ敵を吹っ飛ばして）、体力を回復する。
ミニミニファイブ - Mad Midget Five (Joker, Diamond, Club, Spade, Heart)
チョイ悪のジョーカー（赤）、ゴールド免許のクローバー（緑）、風呂なしのスペード（青）、1Dayコンタクトのダイヤ（黄）、痛風のハート（桃）の5人組の小悪魔。スーパー戦隊のような出で立ちや物言いで、スーパー戦隊同様5人がかりで一斉にジーンに襲い掛かる。
必殺技は「大車輪アタック」「ミニミニ光線」など。遊園地でジーンに敗れるも、2度目の対決では新必殺技「合体竜巻」「ライトセイバー」を引っ提げ再登場する。2度目の対決後に彼らを調べると様々な事情が明らかになる。ピンクもいるが全員男であり、キンテキが効く。
5人目の四天王 Dr.イオン - Dr.Ion
機械の体をした博士であり元医師。悪魔の強さに触れ、生身の人間の弱さに嫌気がさして自らの体を機械に改造するが、動力源である電池が直ぐに切れるため玉座（充電装置）から離れることができないという不便な有様である。ジーンにも「マンガン電池」と言われたが、後に「Dr.イオン改」として外部電池（アルカリ）を背中に装着し、カラーリングも青からオレンジに変えて再登場する。
一切喋らないが、簡単な意志の疎通はジェスチャーやペットの九官鳥でできなくもないようである。「Dr.イオン改」では、この九官鳥は機械化されたうえで頭部に一体化している。
衝撃を受けたり、腕部装備を換装したり、事あるごとに手足頭や胴のパーツが外れてバラバラに飛び散るが、謎の電磁力で即座に復元する。機械の体のためキンテキが効かないかと思いきや、当てるとダメージと共にバラバラになる。
通常は両腕に放電機を内蔵しているが、右腕には放電機の代わりにドリル・ミサイルランチャー、改造後は左腕にもマジックハンドを装着することが可能で、エルヴィスいわく「ブリキのオモチャ」。
ラヴェル - Ravel
通称「ナル男」。誰も呼んでいないのに、派手に登場してくる目立ちたがり屋なギタリスト。
もともとは相棒のドビュッシーと一緒にロックスターを目指していたが、世間の認識はお笑いバンドどまりで売れず、「スターにしてやる」という悪魔の囁きに魂を安売りした。遠距離ではエレキギターの音波を放ち、近距離ではギター自体でぶん殴る。最初は1人で登場するがジーンに敗退。2度目の戦闘ではドビュッシーと共に登場する。
ドビュッシー - Debussy
通称「乳シンバル」。ラヴェルの相棒で、クラシックの音楽家のような縦巻きロールの髪型のドラムス担当。腹部にバスドラムを1つ、胸部にシンバルを2つ装備しており、これが通称の由来。これらをゴリラのドラミングやタヌキの腹太鼓のように拳で叩くことによる音波で攻撃する。スティックの類は一切持っておらず、素手でのみ演奏する。体に装備している楽器以外にはボイスパーカッションによる演奏もこなす。
兄貴
ラヴェルのアンコール終了後、ラヴェルを調べると登場するギタリスト。戦闘方法はラヴェルと全く同じだが、一応攻撃力はラヴェルよりも上。
ラヴェルの兄らしいが、来るのが遅すぎる（というより、ラヴェルが倒されたのを見届けてから登場する）上に、ラヴェルを調べなければ出番がないままストーリーが進む。また、兄貴との戦闘中でも無視して次に進める。
先生 - Sensei
鍔のない日本刀を使用する用心棒で、手足が極端にひょろ長い長身に袴と足袋と草履を穿き、左右を剃り上げた髷かモヒカンのような髪形をしている。上半身は裸で梵字の刺青を入れており（胸に入れてある字は「券」）、国籍は不明。左利き。扱いは道中に出現する通常敵だが、武器持ちの他の雑魚敵と違って、ボコられてもキンテキを打たれても、死ぬまで刀だけは手放さない。
どこからか片言の日本語「センセイ、オネガイシマス」の一声が掛かると、襖を開けて亜空間から現れる。
また「オマエヲ、キル」や「シニタイカ」など、本人の日本語も微妙に片言で、断末魔に至るまで「マケ、ジャア…」「シヌー!」と発音が怪しい。一方、英語は非常に流暢に喋ることができる。闘技場などでの戦闘を除き、クリアまでに3回戦うことになる。
ダイナマイトジョー - Dynamite Joe
悪魔の力を持たない生身の人間だが、ムエタイをベースに鍛えに鍛えぬいた足技でゴッドハンドにも匹敵する実力を有する。ボスキャラクターを除く敵の中ではかなりの強敵。
幼い頃に観たテレビで、「足技は腕の3倍の威力がある」という情報を得てから極端に足技の修行をしてきた模様で、一部の例外を除いて全く手技を使用しない。3度目の戦闘では遂に悪魔になって、多数のザコ敵に紛れて登場。倒すと大悪霊が出現する。
サイコジジイ - Psychic Midget
はげ山に70年も篭っている寿命ギリギリな超能力者の老人。何者かが自分を殺しにくるという強迫観念と被害妄想にとらわれ続けている。
岩に乗って浮遊しており、そこから超能力で岩を浮かせてぶつけてきたり、電撃攻撃を仕掛けてくるが、すぐにバテて着地してしまい、その際はザコ敵を呼ぶ。岩をぶつける攻撃の際、宙に浮いているジジイの真下にジーンを移動させると、ぶつけようとした岩がジジイ本人に当たることもある。着地の際に勝手にダメージを受けるので、全く攻撃しなくても勝つことが可能。倒されたあとに、ジーンに「どうやら出演するゲームを間違えたようだ」と言われる。
大先生 - Great Sensei
天狗や仙人の類の風貌をした、前述の先生の師匠で弟子の敵討ちのために出陣。先生と同じく襖から登場する。彼も左利き。
先生と同じく日本刀を使用し、また個々に自律攻撃が可能な分身の術を駆使してジーンを苦しめる。ただし分身の足元には影が無く、また、ずっと同じ攻撃しかしてこないため、本体との区別は容易。
襖の小さな段差に蹴躓いてしまうため、「いよぉー」の掛け声と共に登場するシーンも台無しであり、ジーンにも「っていうか 大丈夫?」と心配された。しかし、とぼけた登場とは裏腹にかなりの実力の持ち主。容姿は先生のそれよりも正統派な和風だが、こちらは英語でのみ会話を行う。
ゴリラーマスクタイガー - Super Gorilla Mask
通称「チャンピオン」。何のチャンピオンなのかは不明。前に登場したゴリラーマスクと同一人物で、相変わらず背中にチャックがある。シャノン死亡によりサーカス団崩壊の後、修行によって華麗なステップを身につけ、3重の塔の最初の守護者を務めている。今回はバナナによる回復は行わない。
黒忍者 - Obese Ninja
通称「日本一のデブ忍者」。3重の塔の2番目の守護者を務める忍術使い。かなり太っているが動きは機敏。背中には「目本一」の三文字が書かれている。ジーンいわく「デブの時点で忍者は無理だろ」。
アフロカンフー - Afro Fist
3重の塔の3番目の守護者。アフロ頭の黒人で、黄色のツナギを着た蛇拳の達人。ツナギのデザインは1970 - 1980年代のアメリカを思わせるコミカルなもの。しかし、その外見とは裏腹に、強力な技の使い手である。コンチータを愛人の1人にしている。サタンによって復活したらしいが、ジーンに「こんな奴を、いったいどこから復活させたんだ」と言われる。
用心棒 - Bobozisan
非合法カジノではお約束の黒服。カジノで暴れると、強制的に戦うことになる。体格の良さは作中トップクラス。プチデビルのミニゲームにも1度だけ登場する。
バーテン - Bartender
カジノに勤めるバーテン。その正体は酔拳の達人。闘技場でのみ戦えるが、明らかに酔拳とは無関係な、生身ではできない攻撃も行う。
プチデビル - Little Devil
悪魔の世界に住む妖精。至る所でジーンを魔界のゲームに誘う。彼女のプロデュースするゲームに勝利すればそれぞれ決められた額の賞金が貰える。「お兄さん遊んでいかない?」が常套句。
毒チワワ - Poison Chihuahua
文字通り、毒を持ったチワワで、本作のマスコット的存在。パステルカラーの毛並みに、見るからに毒がありそうな斑点が散っているのが特徴。シャノンが好んでペットにしており、賭けレースでも見ることができる。即効性の毒があり噛まれると命にかかわるので血清が存在する。様々なカラーバリエーションがある。シャノンとの戦闘でジーンが毒チワワに変えられてしまうことがあるが、この場合には毒性がないとのこと。骨が大好き。

## キャスト
声の出演は以下の通り。1人が複数の役を兼ねていることが多い。
- Beng Spies：ジーン
- Bettina Bush：オリヴィア
- ダラン・ノリス：ベルーゼ、大先生
- フレッド・タタショア：テッキュウ、ドビュッシー
- Jamieson Price：エルヴィス、サタン
- Melissa Fahn：コンチータ
- サム・リーゲル：アゼル、メラン、ラヴェル
- スコット・ブロック：ミニミニファイブ、サイコジジイ
- Susan Chesler：シャノン、プチデビル
- ウォーリー・ウィンガート：金さん&銀さん
- ボイスディレクター：リチャード・エプカー

## サウンドトラック
作中では、一定の条件を満たせばジュークボックスで聴くことができる。また、太字表記の曲は、ソフト同梱のサウンドトラックCD「GOD TRACKS!」にも収録されている。楽曲製作はグラスホッパー・マニファクチュアによる。
ディスクA
備考：ゲームランクにかかわらず、全クリアで解除
1. Gene's Rock-a-bye
2. Too Hot !!
3. It's a smile World
4. Floating Fort
5. The Gang of Venice
6. Bald Mountain
7. Forgotten Song
8. Higher than Heaven
9. Unnavigable Sea
10. 俺の右手はゴッドハンド
11. 俺の右手はゴッドハンド（カラオケ）

ディスクB
備考：カジノのスロットマシンの景品
1. Be ready for it
2. Broncobuster
3. Fire-Works
4. Water Line
5. Sultry Night
6. Big Hit
7. Chihuahua Soldier
8. Surrender
9. Colonel Chihuahua
10. Hanging Bridge
11. Which do you prefer?
12. Fork in the road

ディスクC
備考：ゲームランクにかかわらず「貼り紙クリア」で解除
1. Peek-A-Boo
2. Sweet Nightmare
3. Yet... Oh see mind
4. Top of The Humans
5. Sunset Heroes
6. Nippy Dog
7. Old Hand
8. Please Mr. SENSEI
9. Handsome Dynamite
10. FUNK MAN
11. Come from Dark
12. Dark Matter

ディスクD
備考：ゲームランク「HARD」クリアで解除
1. AA Battery
2. Size D Battery
3. Smoking A Roll
4. Smoke Out
5. Rainy Rose
6. Poison Queen
7. Devil May Sly
8. Duel Storm
9. Fly Flap
10. Anthem of Satan
11. 俺の右手はゴッドハンド（英語Ver）
12. 俺の右手はゴッドハンド（英語Ver カラオケ）

## チャプターリスト
STAGE1
始まりの場所
オレの右手はゴッドハンド
恐怖!?毒チワワ
倉庫でマル秘カーニバル
潜入!!エルヴィス邸
打倒!!エルヴィス
STAGE2
悪魔の火遊び
人間花火でパーティー?
ジャイアントクレーン
危険!?チクチク橋
悪の三人組登場!!
目の前のガケ
エルヴィス、再び!!
STAGE3
大人の遊園地
謎の覆面男現る!!
シャノン・ダンススクール
恐怖のアトラクション
シャノン・ダンススクール
ワンちゃん王国
シャノン・ショー
STAGE4
直径1kmのカニ
ロボット、大行進
おねぇさまのチュー
どしても欲しい、ゴッドハンド
オレもアンタもペッチャンコ
鉄橋のファッションショー
電流爆破デスマッチ
もう一人のゴッドハンド
デブバスーカの罠
5番目の四天王、Dr.イオン
STAGE5
極悪!!人間輪投げ
危険な裏路地
桟橋の罠
船闘ギターライブ
水上貿易都市
ナイフ スナイパー
アンコール?
電激橋!!巨大鉄球の罠
大聖堂エルヴィスの逆襲
STAGE6
はげ山の一夜
ダイナマイトジョー参上
悪魔を崇めし者たち
シャノンのペット
新必殺技!?
奴隷はやっぱりムチが好き
寿命ギリギリ、サイコジジイ
エルヴィスの想い
裸のシャノン
STAGE7
砂地獄!!蜃気楼の塔
空飛ぶピラミッド
弟子の敵討ち
蜃気楼の街
四天王の将ベルーゼ登場!
STAGE8
死の悪寒
試練・3重の塔
チャンピオン登場
日本一のデブ忍者
アフロで蛇拳
FINAL STAGE
最後の聖戦　

## 攻略本
- 『ゴッドハンド オフィシャルガイドブック』カプコン、2006年9月29日発行。ISBN 4-86233-087-8。